# Gurk (folyó)
A Gurk (szlovénül Krka) a Dráva bal oldali, 157 km-ével második leghosszabb mellékfolyója. Teljes egészében Ausztria Karintia tartományában helyezkedik el. 2581 km²-es vízgyűjtő területe a tartomány 27%-át teszi ki, de a lakosság 40%-a él rajta.

## Folyása
A folyó a róla elnevezett Gurktali-Alpok két tengerszeméből ered. A 2320 m magas Bretthöhe tövében fekvő tavak közül a Gurksee 1970 m magasan található, 0,4 hektáros és 1,5 m mély; a Torersee 2010 m-en fekszik, területe 0,35 ha és 1,2 m mély. Télen mindkettő fenékig befagy, így halak sem élnek bennük.
A Felső Gurk-völgy Reichenau és Gnesau ritkán lakott fennsíkjain kezdődik, majd kelet felé haladva a völgy középső szakaszán áthalad Weitensfeld és Gurk mezővárosokon egészen Straßburg városáig. Althofennél délre fordul, majd miután Brücklnél bal felől befogadta az északról érkező Görtschitz folyót, délnyugat felé kanyarodik. Miután belépett a Klagenfurti-medencébe, Klagenfurttól keletre jobb oldalról belétorkollik a Glan. Itt élesen kelet felé kanyarodik (tulajdonképpen a Glan medre folytatódik) és még Völkermarkti-víztározó előtt Sankt Kaziannál egyesül a Drávával.
A Gurk völgyében 1898-ban megnyitották a Gurktalbahn vasútvonalat, amelyet 1969-ben teljes hosszában felszámoltak.

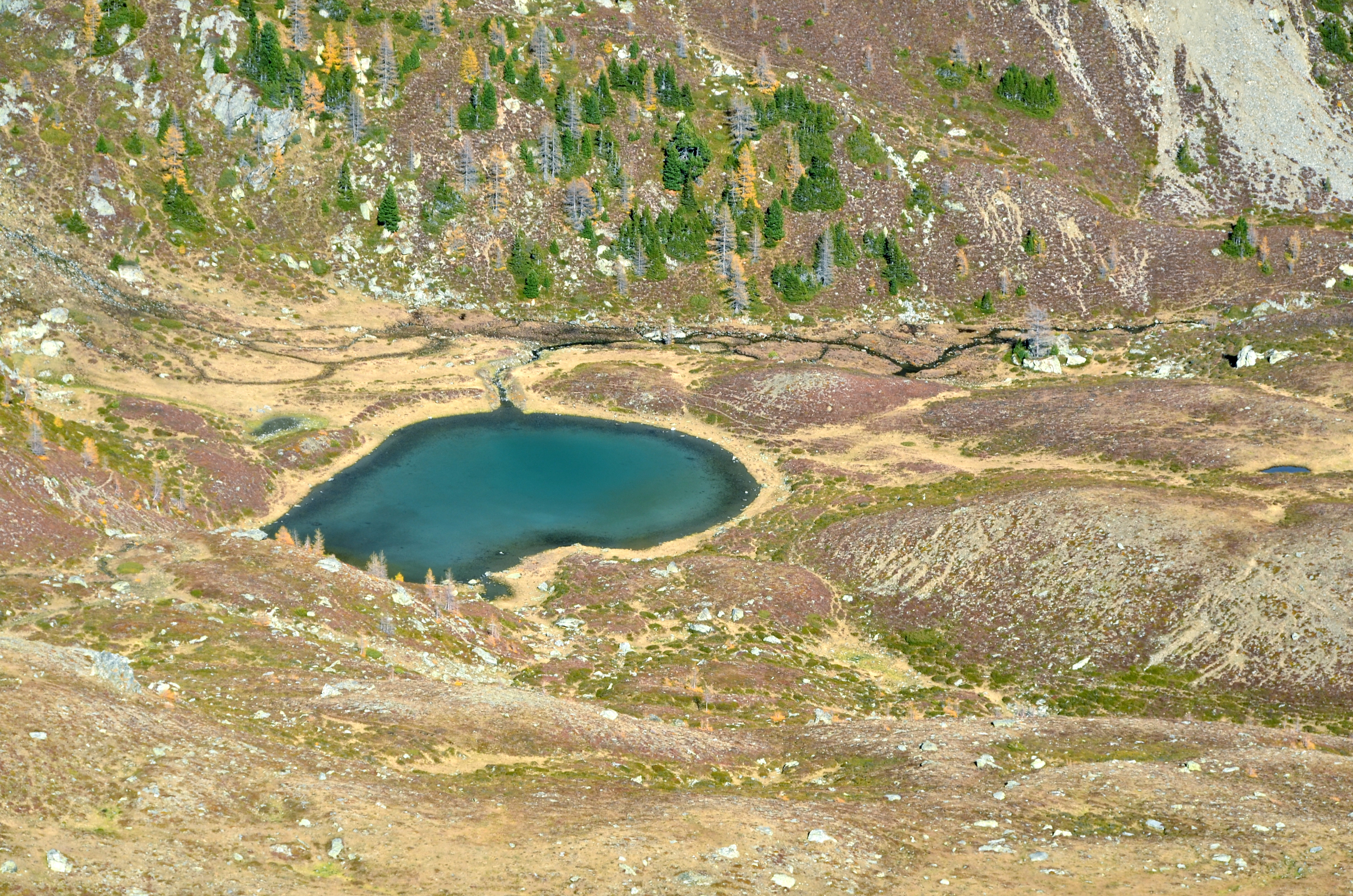
A Gurk forrása, a Gurksee
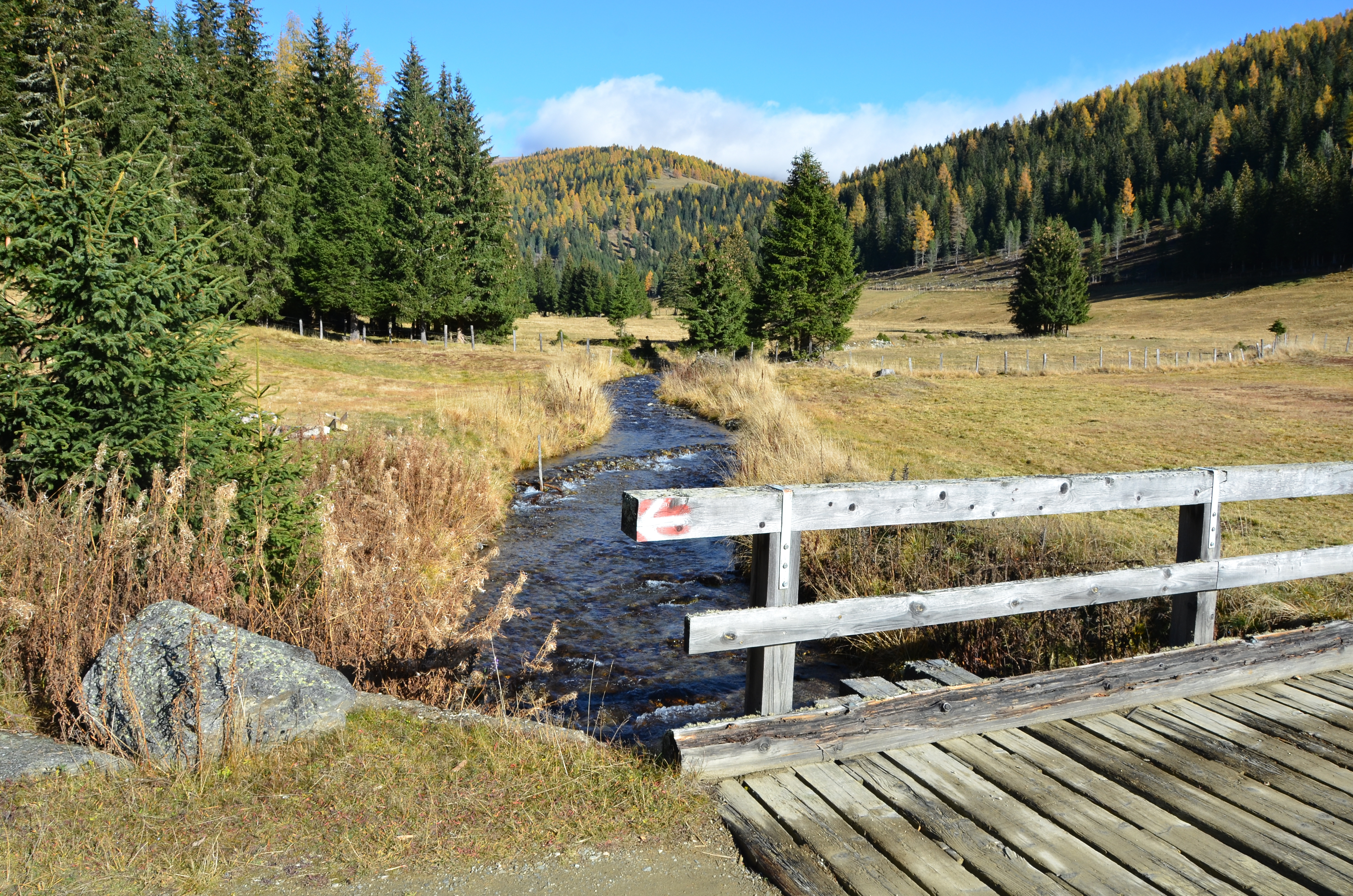
A Gurk Albecknél
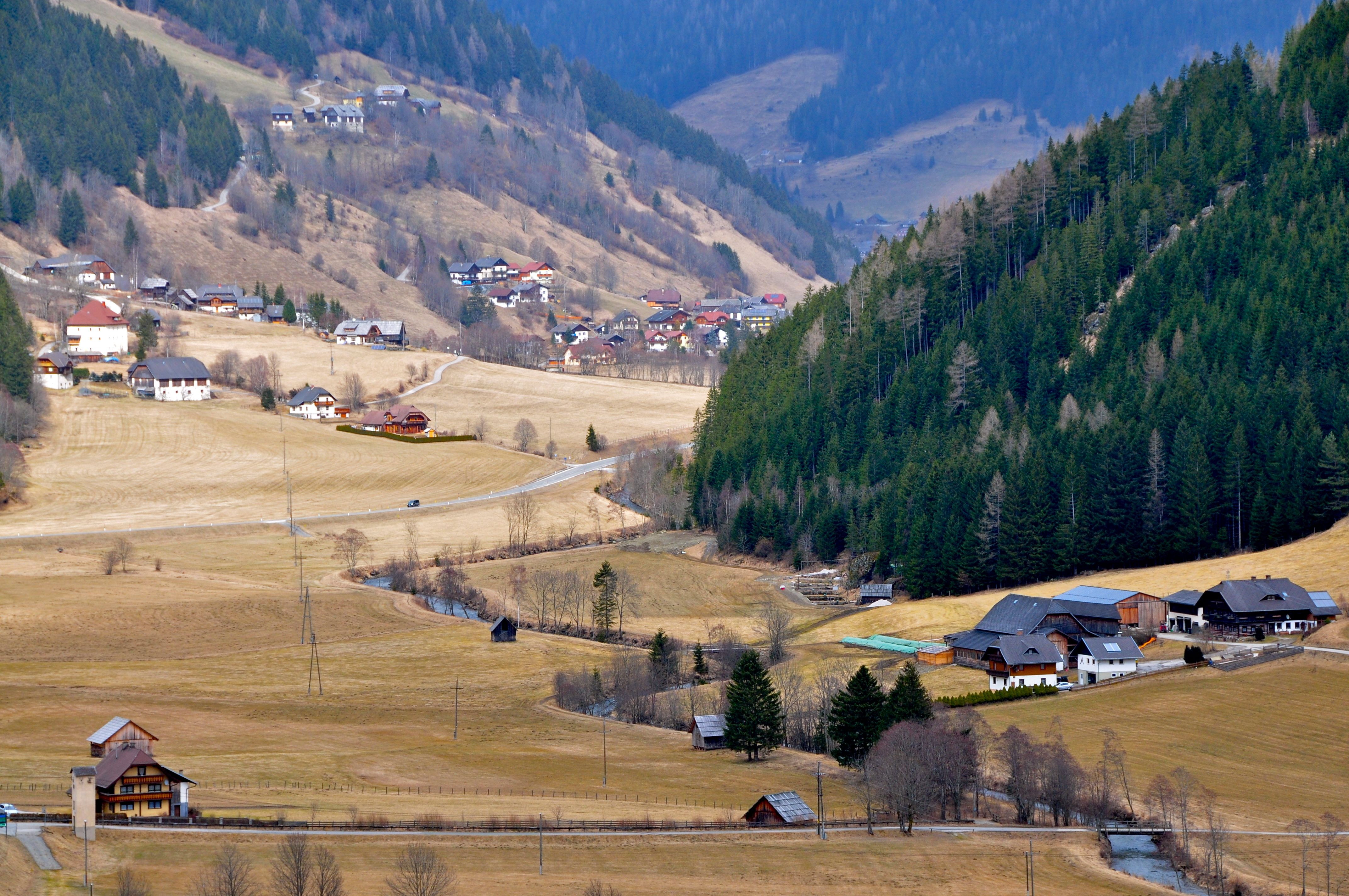
A Gurk-völgy Reichenaunál
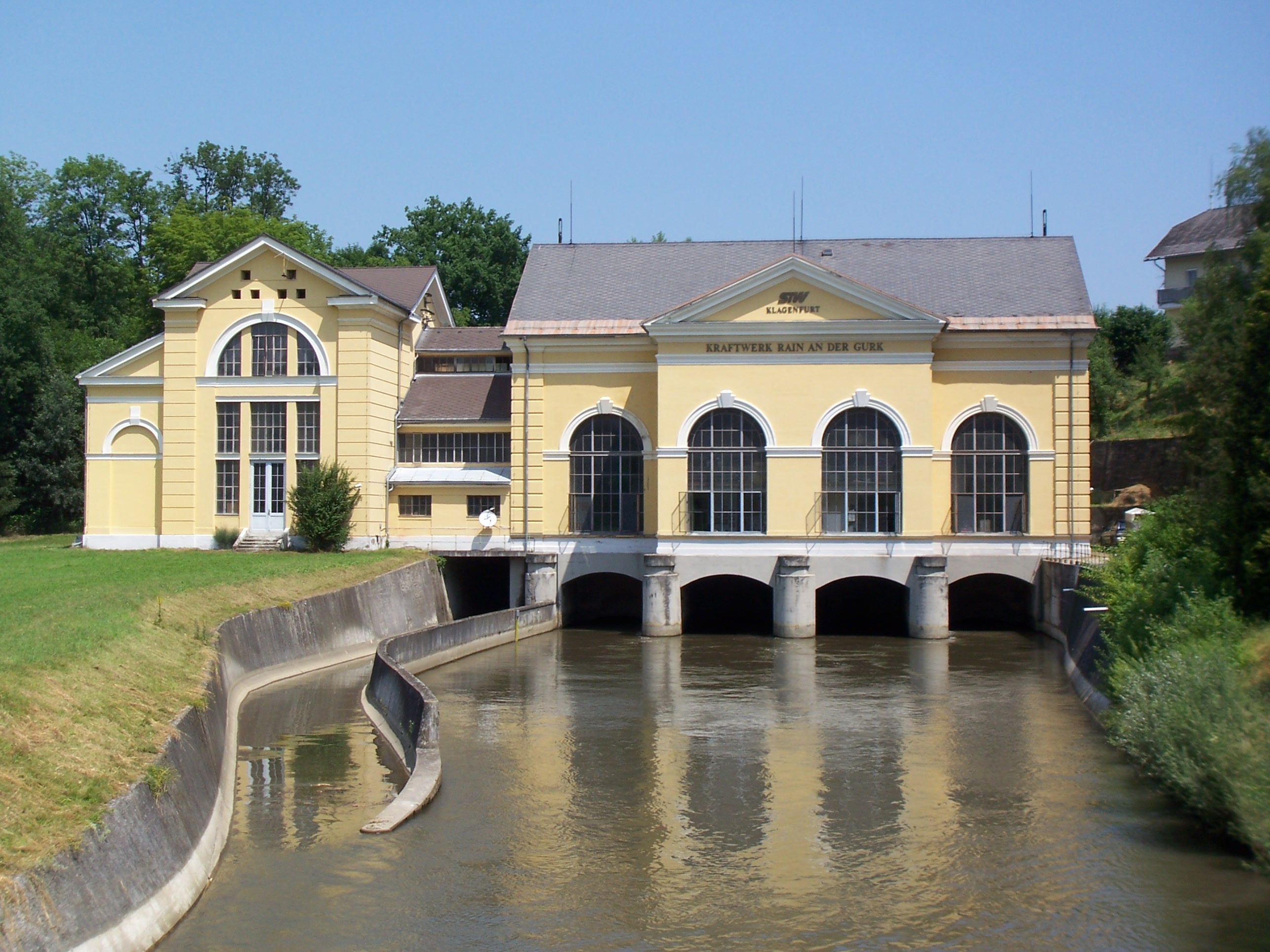
Vízierőmű a Gurkon Poggersdorfnál

## Fordítás
- Ez a szócikk részben vagy egészben  a   Gurk (Fluss) című német Wikipédia-szócikk ezen változatának fordításán alapul.  Az eredeti cikk szerkesztőit annak laptörténete sorolja fel. Ez a jelzés csupán a megfogalmazás eredetét és a szerzői jogokat jelzi, nem szolgál a cikkben szereplő információk forrásmegjelöléseként.